# Бора Станимировић
Бора Станимировић (Стубал, 1938 — Београд, 11. фебруар 2016) био је декан Учитељког факултета у Врању од оснивања 1993. до 2000. године. Био је редовни професор за предмете Социологија и Методика познавања природе и друштва.

## Биографија
Рођен је 1938. године у Стублу, општина Владичин Хан. Након завршетка гимназије Бора Станковић у Врању, уписао је Филозофски факултет у Скопљу, где је и дипломирао 1963. године на групи за историју. Магистрирао је на Факултету политичких наука у Сарајеву 1975. године, а докторирао је на Правном факултету у Београду 1982. године. Радио је у Учитељској школи и на Педагошкој акдемији у Неготину и на Педагошкој академији и Учитељском факултету у Врању. Једно време је радио у основној школи у Стублу и Техничкој школи у Младеновцу.
Био је в.д. директора Педагошке академије у Неготину. Од 1981, до 1993. године био је директор Педагошке академије у Врању. Влада Републике Србије именовала га је за в.д. декана Учитељског факултета у Врању 1993. године, а онда је биран за декана Учитеског факултета.
Велики допринос дао је реформи основних школа у Србији, а нарочито на прерастању педагошких академија у учитељске факултете. Признање му се приписује и у конципирању наставних планова и програма за учитељске факултете.
Био је посланик СПС-а у Републичком парламенту.

## Објављена дела
Објавио је већи број научних радова од којих један број има истраживачки карактер. Активно је учествовао у раду многих научних и стручних скупова у Републици Србији и у реализацији научноистраживачких пројеката.
- Бора Станимировић, Методика наставе природе и друштва, Учитељски факултет, Врање, 2003.
- Бора Станимировић, Петар Станојевић, Државно уређење и школско законодавство, Учитељски факултет, Врање, 2000.
- Бора Станимировић, Ђуро Дедић, Васпитање на прагу трећег миленијума, Учитељски факултет, Врање, 1998.
- Бора Станимировић, Ђуро Дедић, Настава убразаног педагошког напредовања, Учитељски факултет, Врање, 1998.
- Бора Станимировић, Слађана Анђелковић, Прилози из методике наставе природе и друштва, Учитељски факултет, Врање, 1996.

## Награде и признања
- Јавно признање "7. септембар" за изузетне резултате у области образовања и васпитања;
- Повеља Републичке награде "25. мај" за постигнуте резултате од изузетне вредности у области васпитања и образовања у Републици Србији.[2]